# F'Kirina (distrito)
F'Kirina é um distrito localizado na província de Oum El Bouaghi, Argélia, e cuja capital é a cidade de Fkirina. A população total do distrito era de 17 437 habitantes, em 2008.[carece de fontes?]

## Comunas
O distrito está dividido em duas comunas:
- Fkirina
- Oued Nini